# Andrzej Szymański (żużlowiec)
Andrzej Szymański (ur. 13 maja 1977 w Kościanie) – polski żużlowiec.
Sport żużlowy uprawiał w latach 1995–2000, reprezentując barwy klubów: Unia Leszno (1995–1998) oraz Falubaz Zielona Góra (1999–2000). 
Złoty medalista młodzieżowych mistrzostw Polski par klubowych (Rzeszów 1997). Dwukrotny brązowy medalista młodzieżowych drużynowych mistrzostw Polski (Częstochowa 1996, Grudziądz 1997). Finalista młodzieżowych indywidualnych mistrzostw Polski (Częstochowa 1997 – VII miejsce). Dwukrotny finalista turniejów o "Brązowy Kask" (Lublin 1995 – XVI miejsce, Bydgoszcz 1996 – VI miejsce). Finalista turnieju o "Srebrny Kask" (Leszno 1997 – V miejsce).